# هینو کروس
هینو کروس (استونیایی: Heino Kruus; ۳۰ سپتامبر ۱۹۲۶ – ۲۴ ژوئن ۲۰۱۲)بازیکن بسکتبال و مربی بسکتبال استونیایی‌تبار اهل شوروی بود.
وی در مسابقات کشوری و بین‌المللی در مجموع برندهٔ ۲ مدال طلا، ۱ مدال نقره شده‌است.